# Nuevo Banco Italiano
El Nuevo Banco Italiano (NBI) fue una institución financiera que existió en la República Argentina, en donde a partir de la segunda mitad del siglo XIX se asentaron grandes cantidades de inmigrantes de Italia.
El NBI fue fundado en octubre de 1887 por un conjunto de comerciantes y empresarios compatriotas (con predominio de industriales y comerciantes genoveses), encabezados por los señores Michelle De Lucca y Davide De Albertis. Su primera mesa directiva estuvo presidida por el industrial Ernesto Piaggio -que poseía salinas en la Patagonia- y conformada por otros importantes italianos industriales como los hermanos Pini -poseían una fábrica de licores-, los Zamboni -del rubro de la metalurgia-, o los Canessa -que tenían una fábrica de pastas. Muchos de ellos eran miembros de la Cammara di Commercio Italiana de Buenos Aires, y por otra parte había una concentración de ellos que tenía sus industrias localizadas en el porteño barrio de La Boca. Esto determinó que la primera sucursal del Banco estuviera en la Avenida Almirante Brown, de esa zona. En 1893 accedió a la gerencia el Sr. Manfredo Manfredi, nacido en Codogno, Lodi en 1864, quien se desempeñaba en la institución desde el momento de su fundación. En el mes de septiembre de 1912, Manfredi se desligaría de la entidad para fundar en Buenos Aires, el Banco Francés e Italiano para la América del Sud-Sudameris, del que también fue gerente general hasta 1924.
En 1911 era presidente del Banco el Sr. Juan Mondelli, vicepresidente Ángel Pini, gerente el Sr. Manfredo Manfredi, contador el Dr. Pedro Giudice y síndico Ángel M. Devoto.
La creación del Nuevo Banco Italiano significó el surgimiento de una evidente competencia directa para el Banco de Italia y Río de la Plata, que comenzó ya con la elección en un primer momento del nombre de "Banco Italiano del Río de la Plata" para la nueva casa financiera. Esto fue respondido con una medida judicial aún antes de la apertura del nuevo banco, que forzó el cambio de nombre a "Nuevo Banco Italiano". De todas formas, el NBI continuó traccionando a socios del Banco de Italia para que se pasaran a su directorio, como el caso de Atilio Chiessa, de Rosario o Césare Bernasconi, que había actuado como Gerente del Banco de Italia.
En 1935 presidía el Banco Juan Oscamou, el Dr. Pedro Giudice era su gerente, R. Marodi su contador y Nicolás B. Arburí su síndico,
Creció rápidamente con la recordada fiebre especulativa de 1886-1890, que finalizó en ese último año con una gran crisis financiera. El Nuevo Banco Italiano debió cerrar durante cuatro meses. En 1902 ya poseía un capital de 6.500.000 de liras, así como depósitos por otros 12.000.000.
Durante los atentados terroristas en 1953 contra una concentración organizada por la CGT, en un andén del subte de Plaza de Mayo detonaron varias bombas matando a cinco personas e hiriendo a un centenar, mientras otra bomba que no llegó a explotar fue hallada en la terraza del Nuevo Banco Italiano.
En 1974 pasó a llamarse Banco de Crédito Argentino, y sería absorbido por el BBVA Banco Francés en 1997.